# Palais d'Abedin
Le palais d'Abedin, construit au milieu du XIXe siècle, est le siège du gouvernement de l'Égypte.
Dans ses murs (accès par la rue à l'arrière), un musée renferme une impressionnante collection d'armes.

## Construction
La construction du palais commence en 1863 et dure dix ans pour être inauguré en 1874. Bâti sur une zone de vingt-quatre feddans appartenant à l'origine à Abdine Bey, un noble Ottoman, le palais est construit par l'architecte français Léon Rousseau. Cependant, le palais ayant été détruit au début du XXe siècle, il est reconstruit et agrandi par l'architecte Antonio Lasciac entre 1909 et 1911. Le jardin du palais est ajouté en 1921 par le Khédive Tawfiq Pacha.
Le palais devient le centre du pouvoir royal à la place de la citadelle de Saladin (où était le gouvernement égyptien depuis le Moyen Âge) durant le règne du roi Fouad Ier.

## Musée
Le palais, situé dans le vieux Caire abrite aujourd'hui un musée. Les collections du musée au rez-de-chaussée sont :
- le musée des argenteries,
- le musée des armements,
- le musée de la famille royale,
- le musée des cadeaux présidentiels,
- un nouveau musée, celui des documents historiques a ouvert en janvier 2005 ; parmi d'autres documents, il contient le décret impérial ottoman qui établit le règne de Mohamed Ali et sa famille.

Le palais d'Abedin étant lieu de travail du gouvernement, le premier étage est réservé aux dignitaires étrangers lors de leur passage. 

## Photos

Musée du Palais d'Abedin
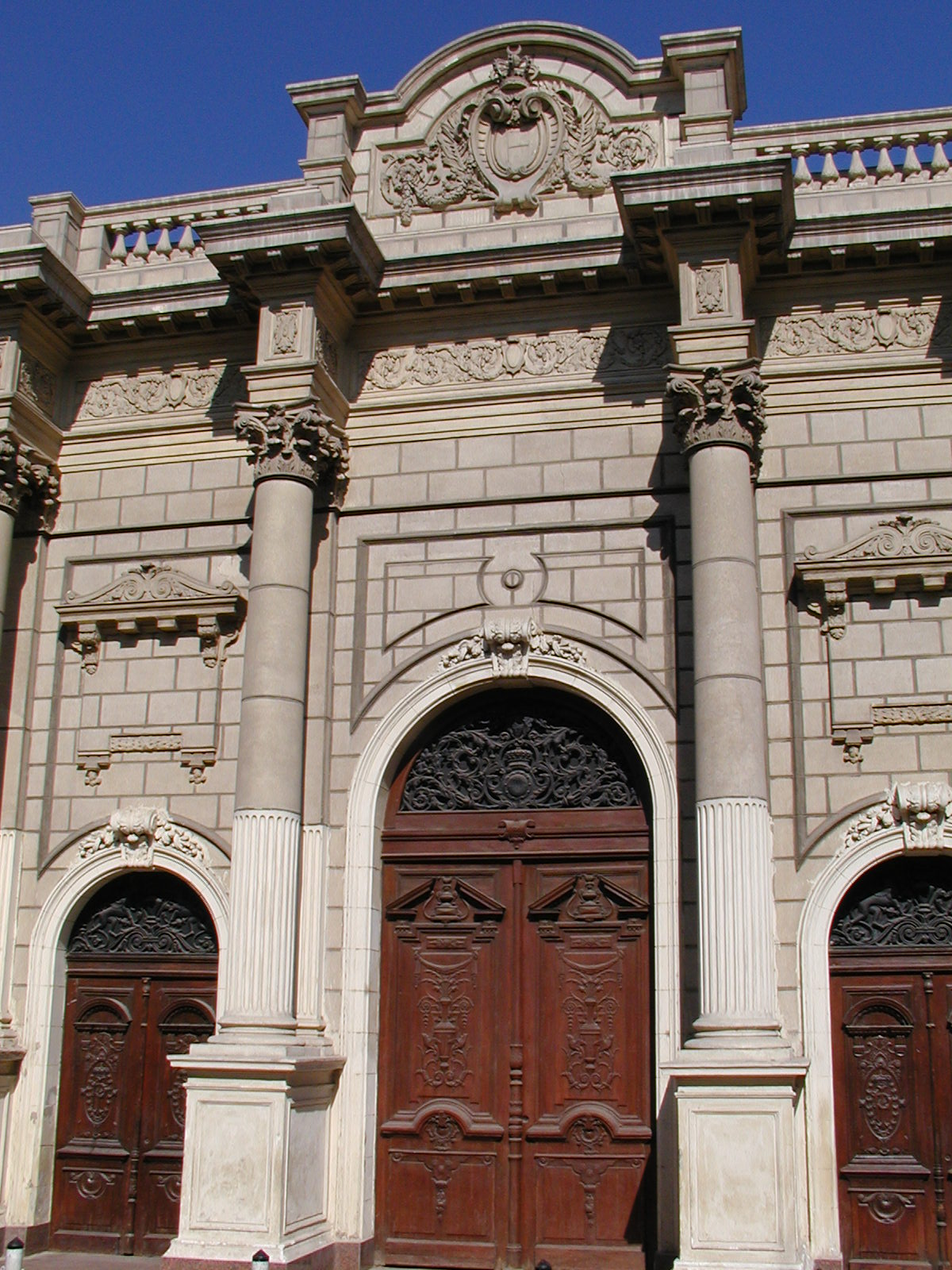
Entrée du musée
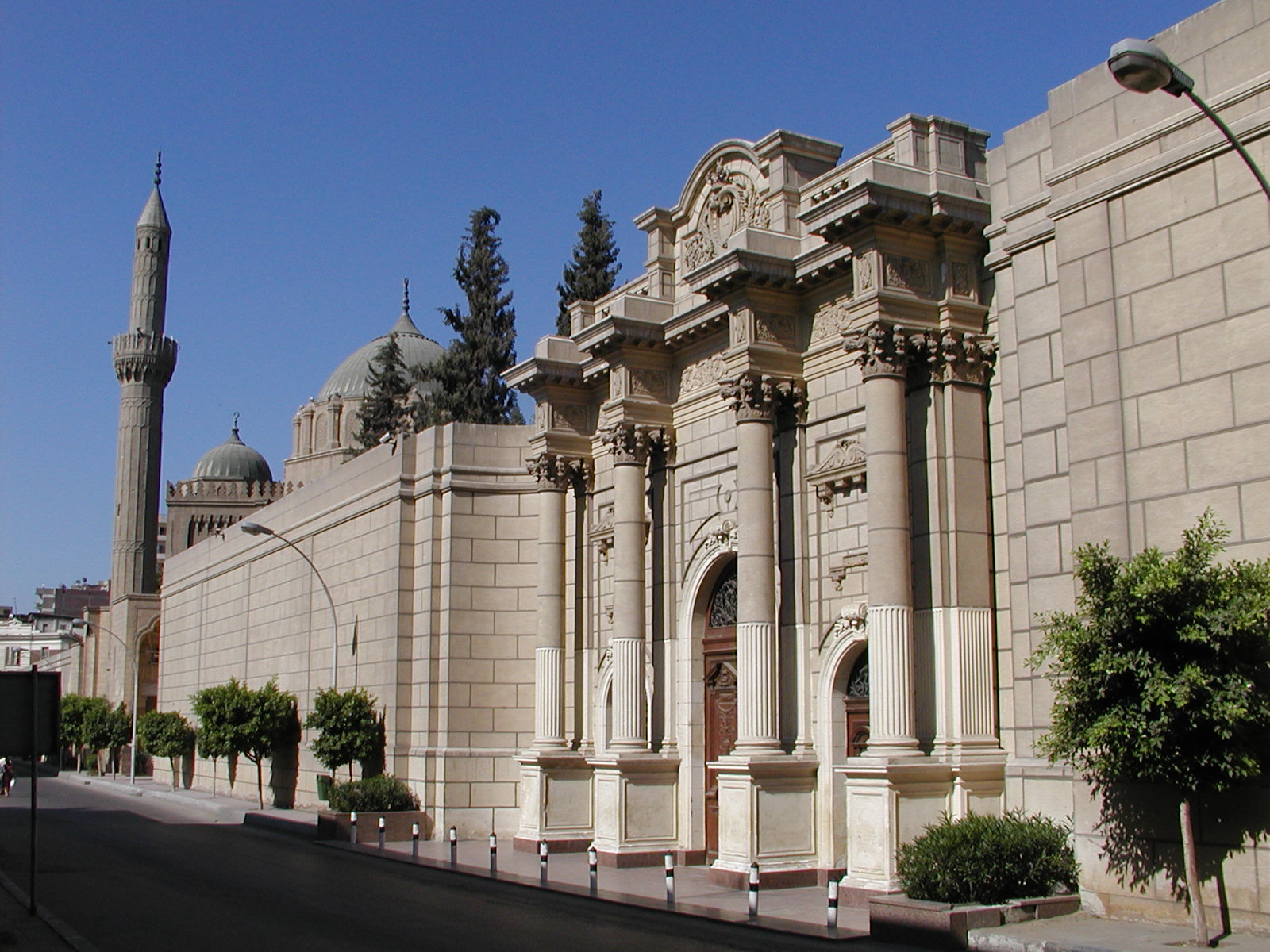
Entrée du musée
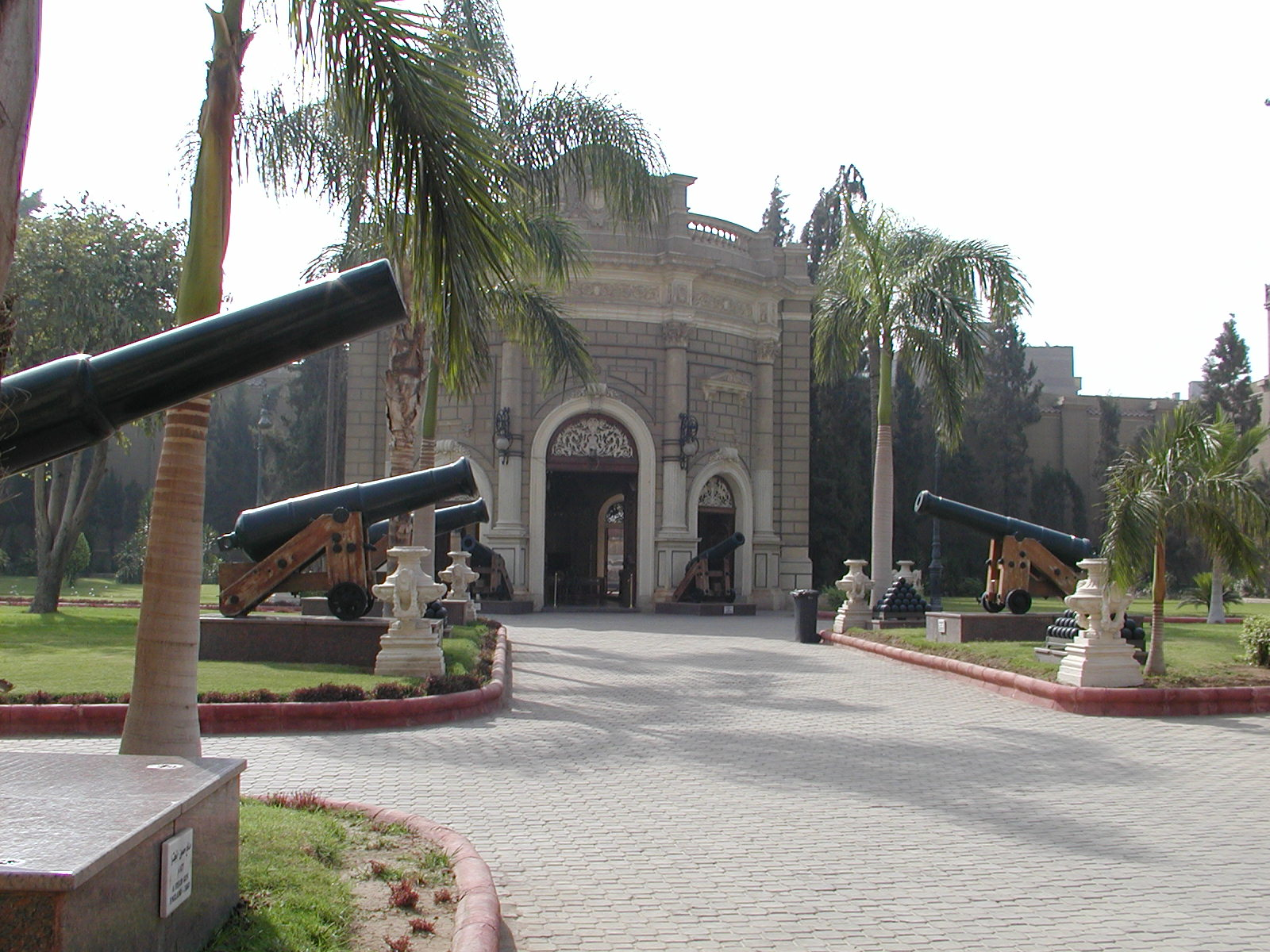
Vue, depuis le jardin, de l'entrée du musée
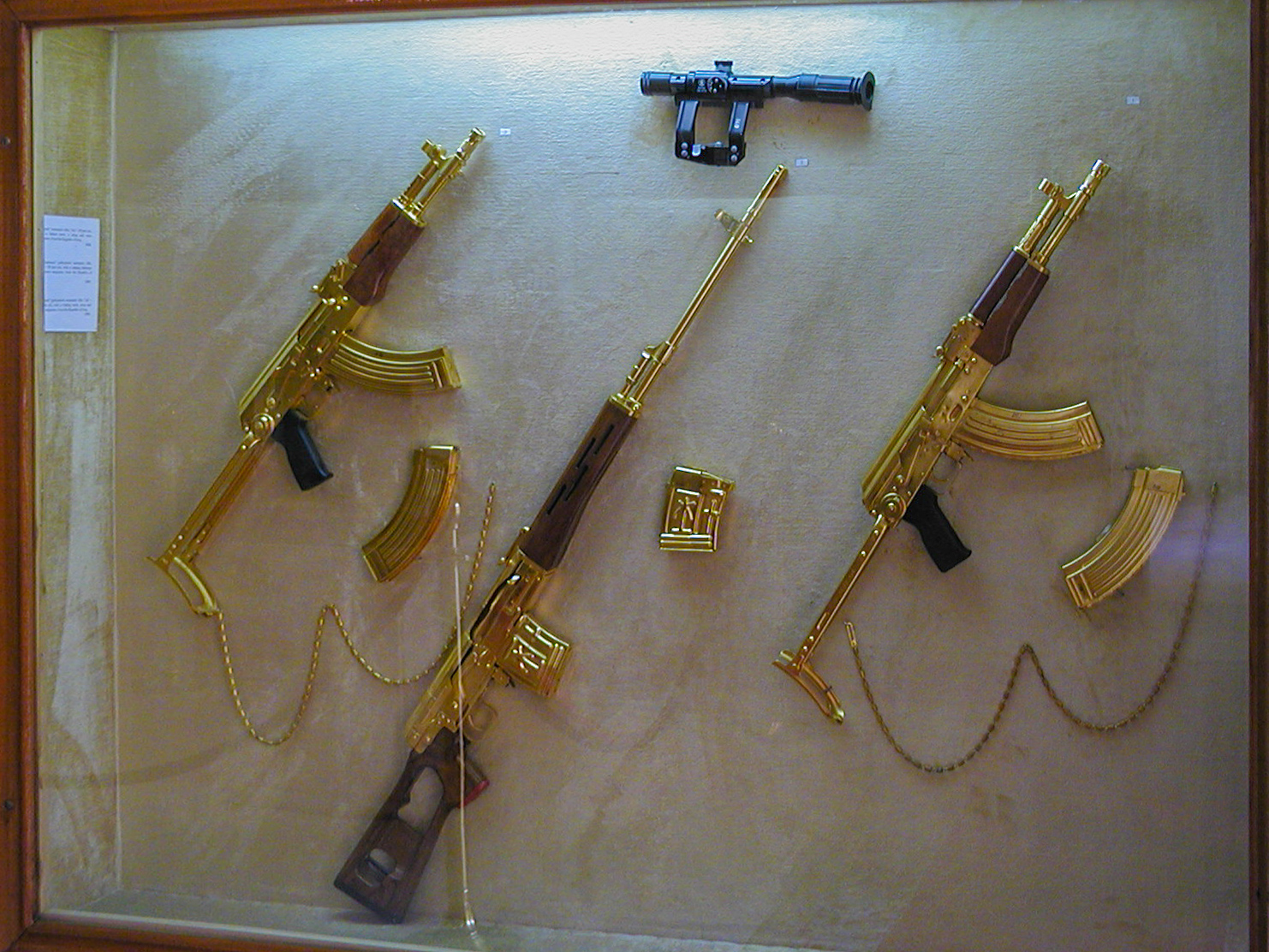
Kalachnikov en or massif
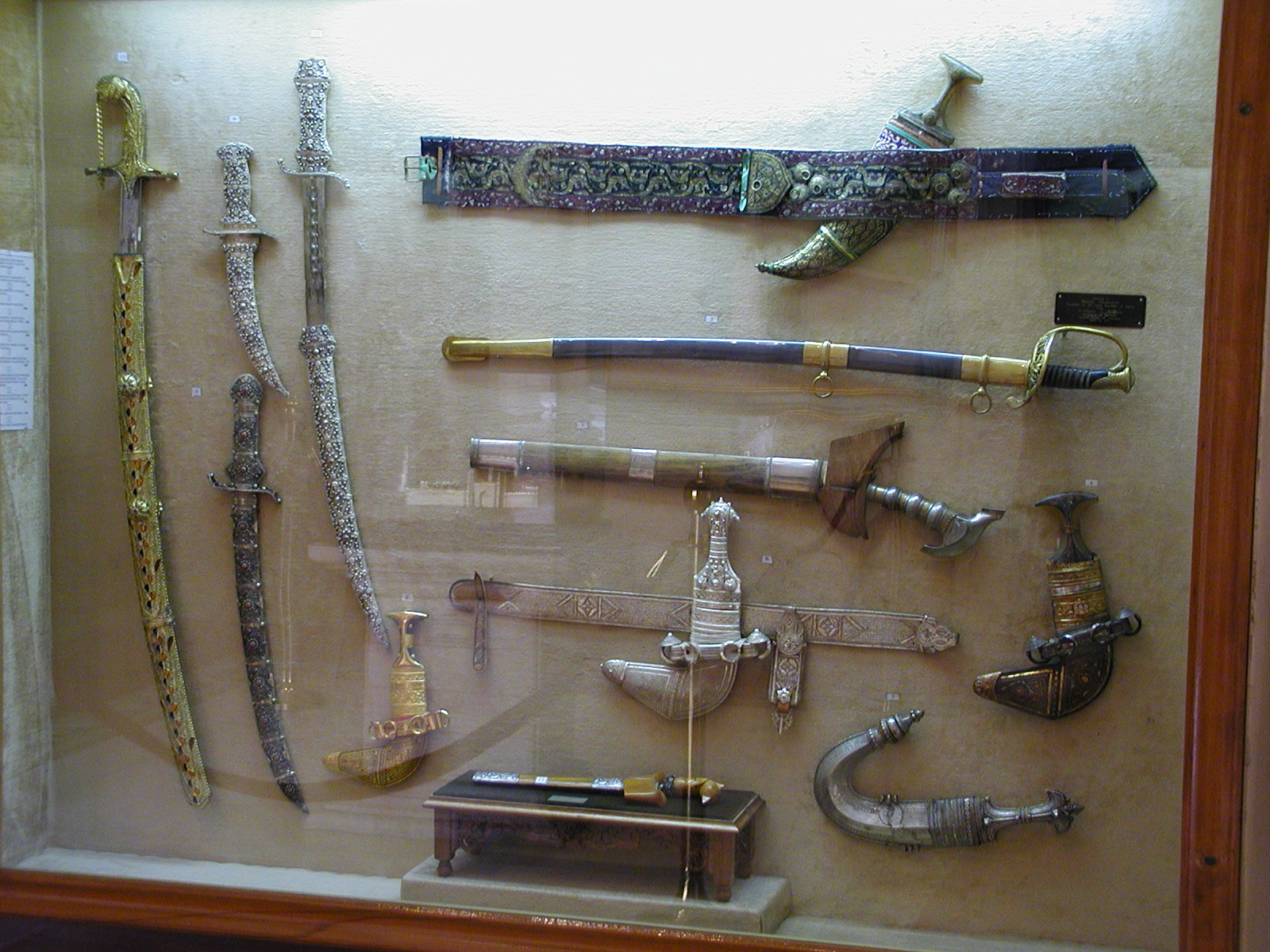
Armes d'apparat
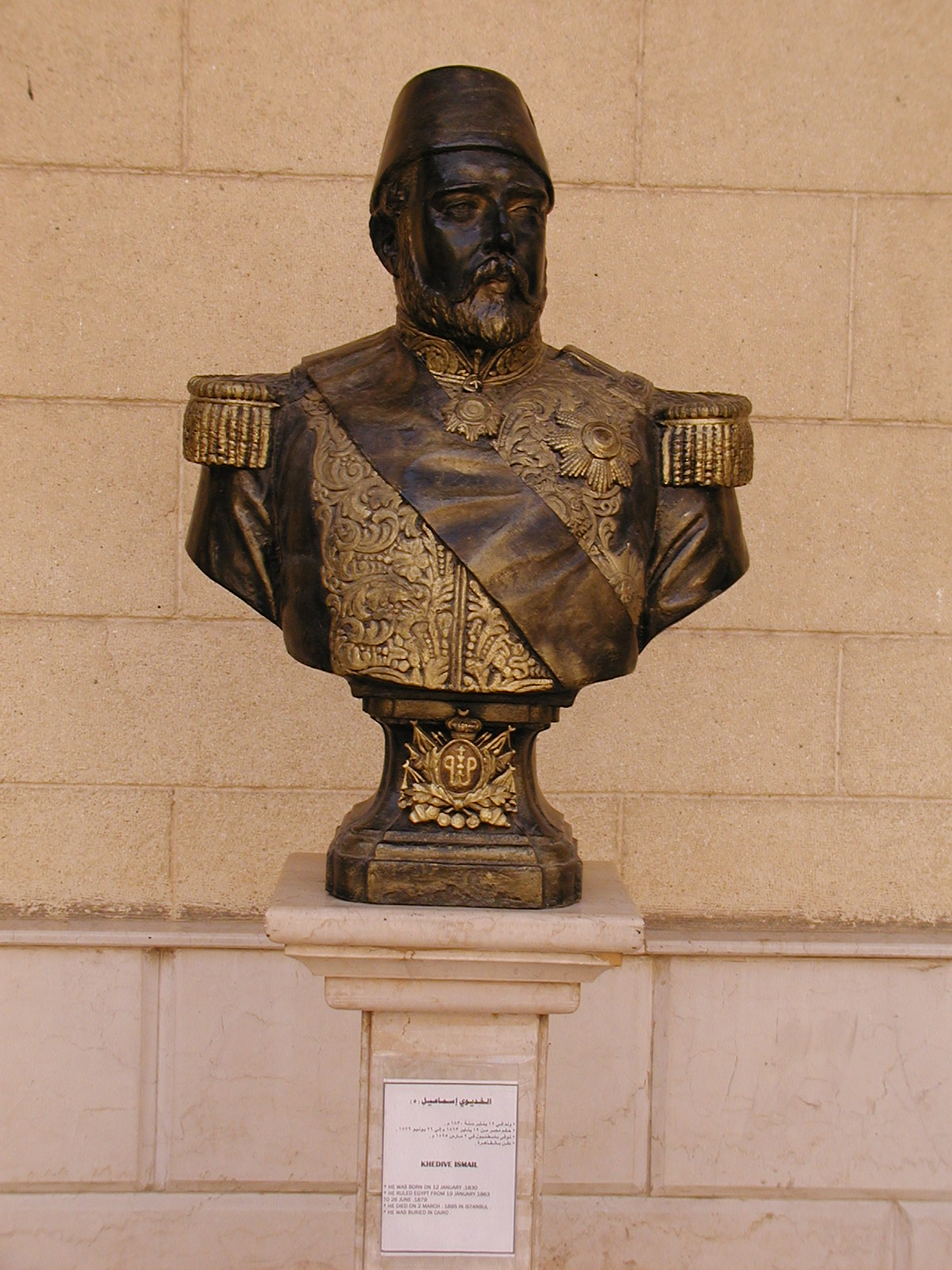
Buste du Khédive Ismaël
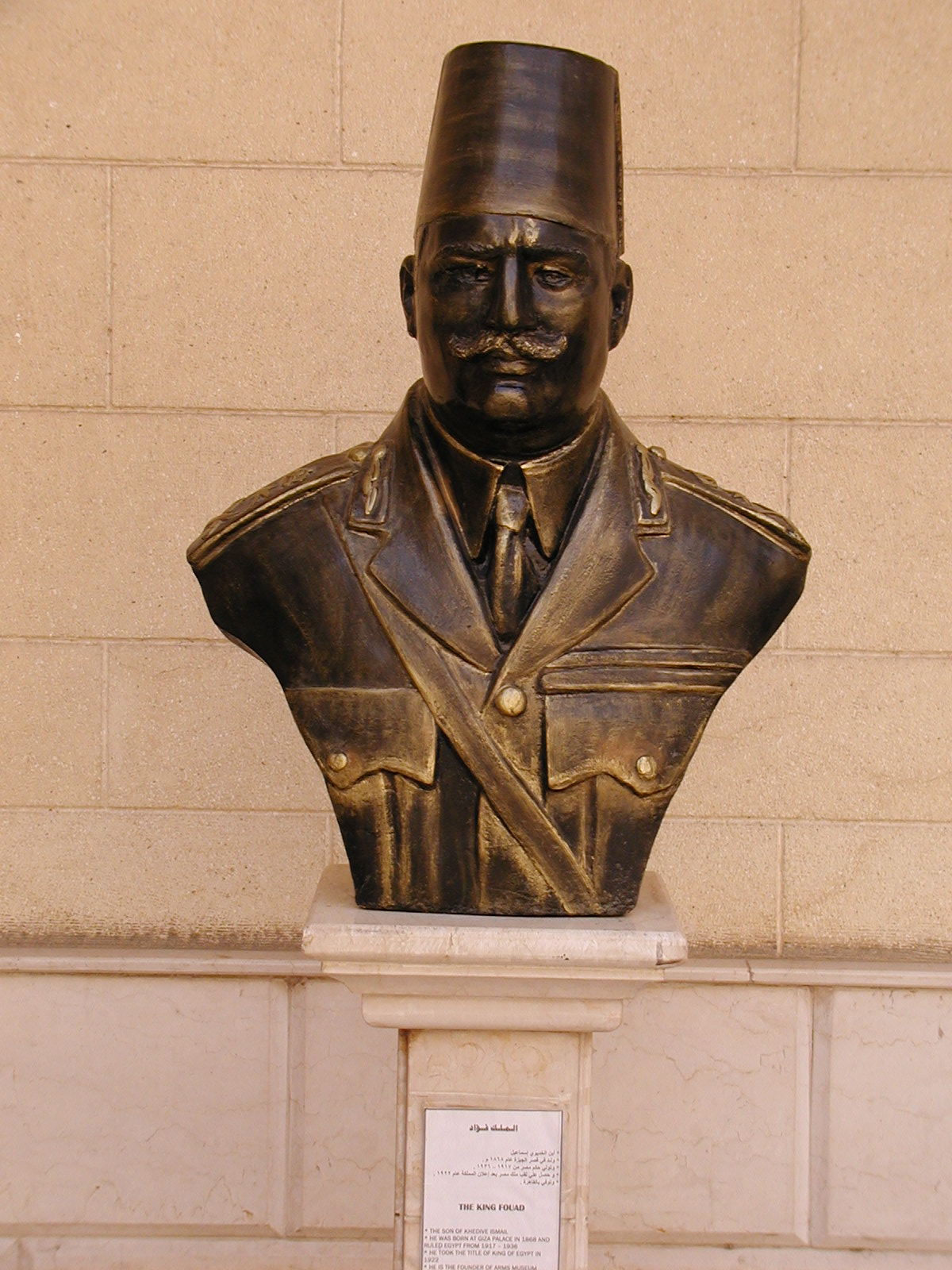
Buste du roi Fouad Ier
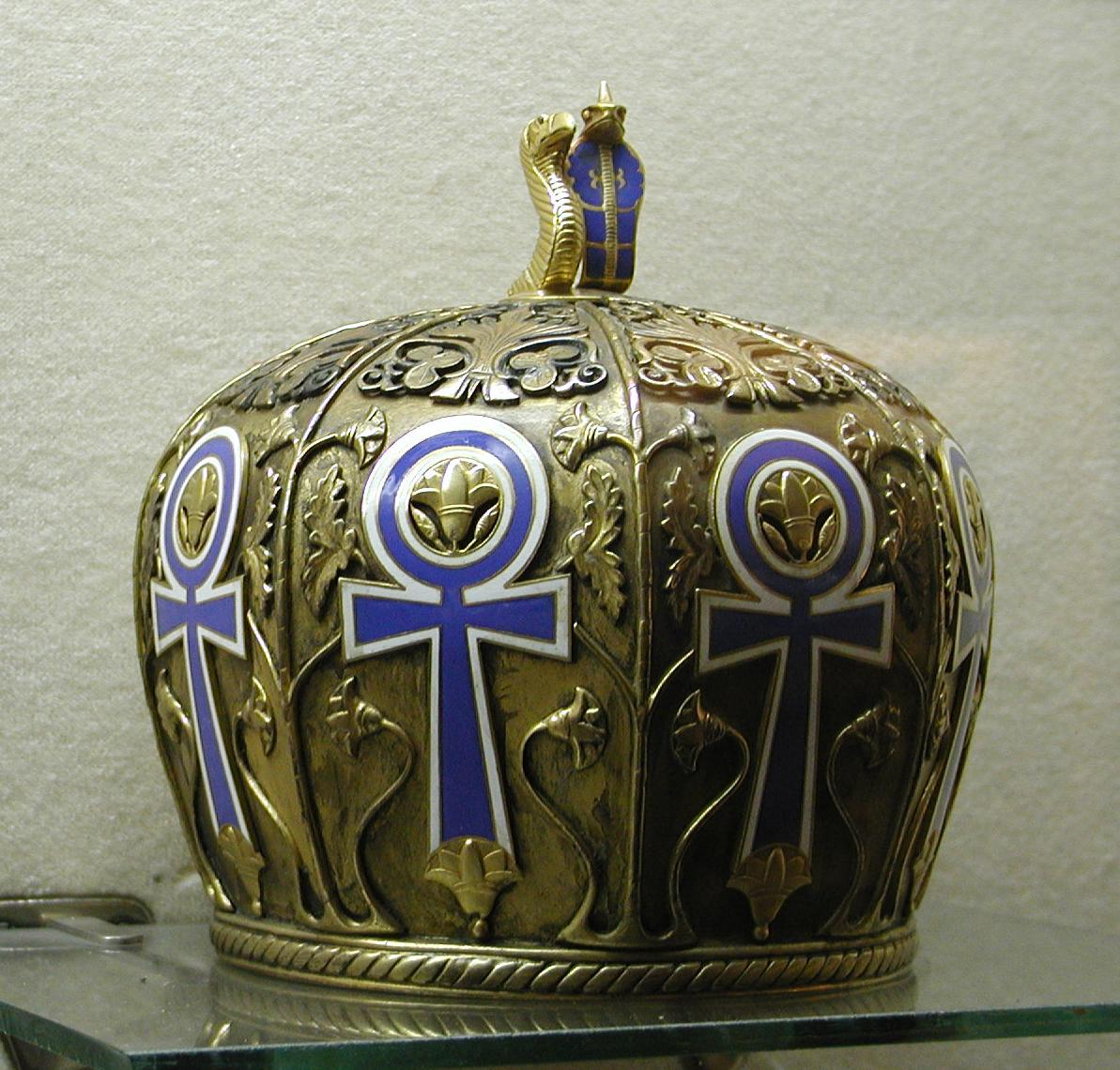
Couronne pharaonique
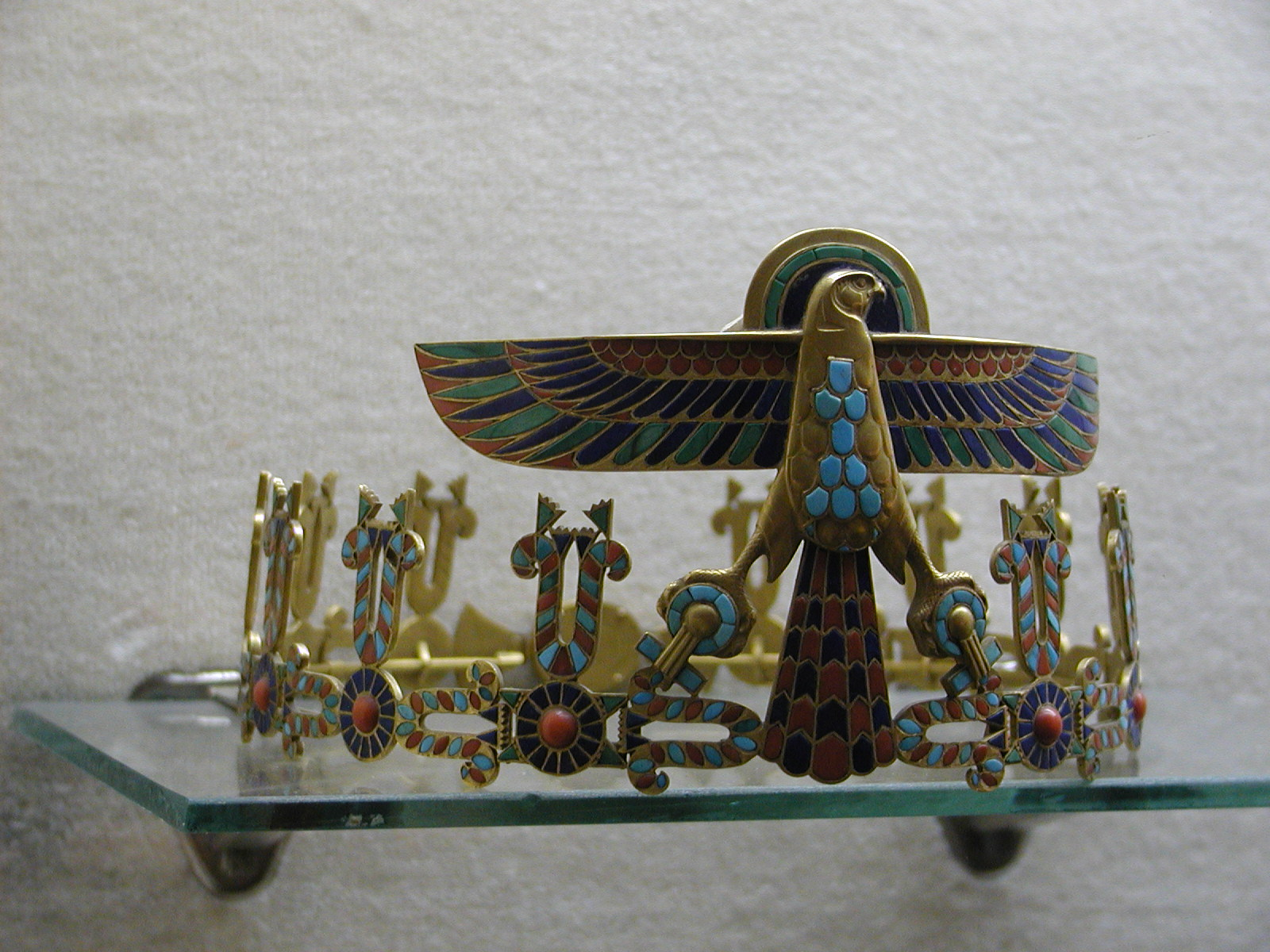
Couronne pharaonique
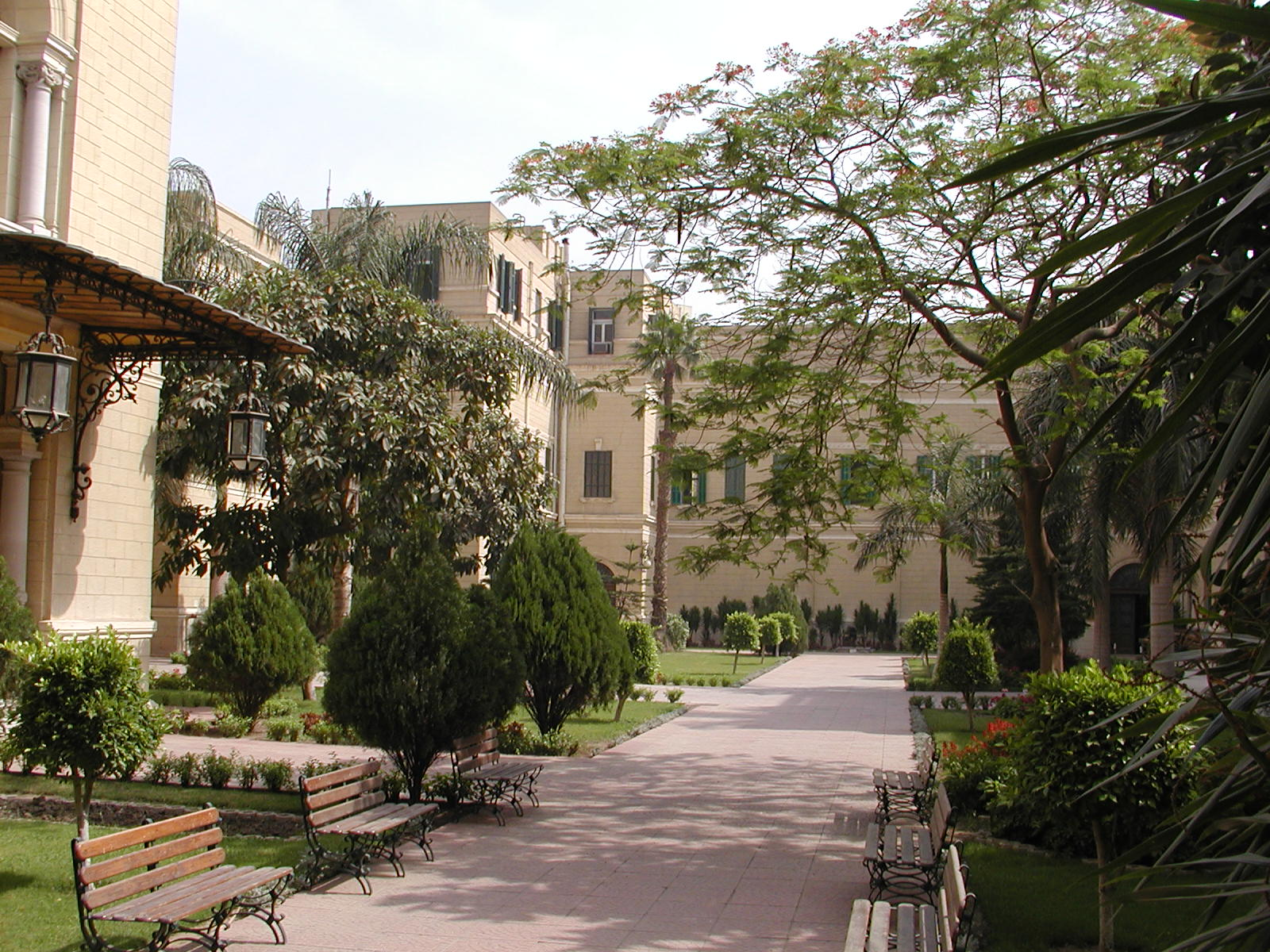
Jardin du palais